# 根瘤菌毒素
根瘤菌毒素是一种含氮有机化合物，化学式C
7H
14N
2O
4，属于一种非蛋白胺基酸，存在于大豆慢生根瘤菌（Bradyrhizobium japonicum）等物种中。